# Cotton Kid
Cotton Kid is een Franse stripreeks, geschreven door Jean Léturgie en Yannick Le Pennetier en getekend door Didier Conrad. De laatste twee genoemden gebruikten het gezamenlijke pseudoniem Pearce.

## Inhoud
Het verhaal is een komische western. De hoofdpersoon is Cotton Kid, die, tuk op avontuur, zijn grote broer Trevor achterna reist die als detective voor Pinkerton werkt. In de verhalen wordt Cotton Kid bijgestaan door een vriendje of vriendinnetje. Samen weten ze schurken te vangen en Trevor te bevrijden als die zich weer in moeilijkheden bevindt.

## Publicatiegeschiedenis
De reeks werd gemaakt in de periode 1999-2003 en gepubliceerd in het Nederlandse taalgebied door Uitgeverij Talent in de periode 1999-2006.
| Nr. | Titel                                  | Aantal pagina's | Publicatie   |
| --- | -------------------------------------- | --------------- | ------------ |
| 1   | In naam van de wet en Mister Pinkerton | 48              | Talent, 1999 |
| 2   | Hommeles in Louisiana                  | 48              | Talent, 2004 |
| 3   | Z van Sorro                            | 48              | Talent, 2006 |
| 4   | Het oude spoor van Chisholm            | 48              | Talent, 2006 |